# سكوتش بونيه
سكوتش بونيه (بالإنجليزية: Scotch bonnet)‏ المعروف أيضًا باسم فلفل بونيه، أو الفلفل الأحمر الكاريبي، هو مجموعة متنوعة من الفلفل الحار. ينتشر بشكل واسع في غرب إفريقيا. لديه تصنيف حراري يتراوح بين 100000 و 350.000 على مقياس سكوفيل. للمقارنة، فإن معظم فلفل الهالبينو لديها تصنيف حراري من 2500 إلى 8000 على مقياس سكوفيل. ومع ذلك، تُزرع أصناف حلوة تمامًا من سكوتش بونيه تسمى فلفل كاشوتشا في بعض جزر الكاريبي.
تُستخدم هذه الفلفل لتذوق العديد من الأطباق والمأكولات المختلفة في جميع أنحاء العالم وغالبًا ما تستخدم في الصلصات والتوابل الحارة. يتميز سكوتش بونيه عن قريبه الهابانيرو باحتوائه على نكهة أكثر حلاوة.
تُستخدم سكوتش بونيه في الغالب في المأكولات المالديفية، وغرب إفريقيا، وأنتيغوا وباربودا، وسانت كيتس ونيفيس، وأنغويلا، ودومينيكا، وسانت لوسيا، وسانت فينسنت، وغرينادا، وترينيداد، وجامايكا، وباربادوس، وغيان، وسورينام، وهايتي، وجزر كايمان، ومأكولات وصلصات الفلفل ، ووصفات كاريبية أخرى. كما أنها تستخدم في نيكاراغوا وكوستاريكا وبنما لوصفات على غرار الكاريبي مثل الأرز والفاصوليا، وروندون، والسجق، وفطائر اللحم البقري، والسيبيتشي. سكوتش بونيه هو في الواقع الفلفل الحار الوطني لجزر المالديف حيث يطلق عليه اسم (githeyo mirus).

## صور

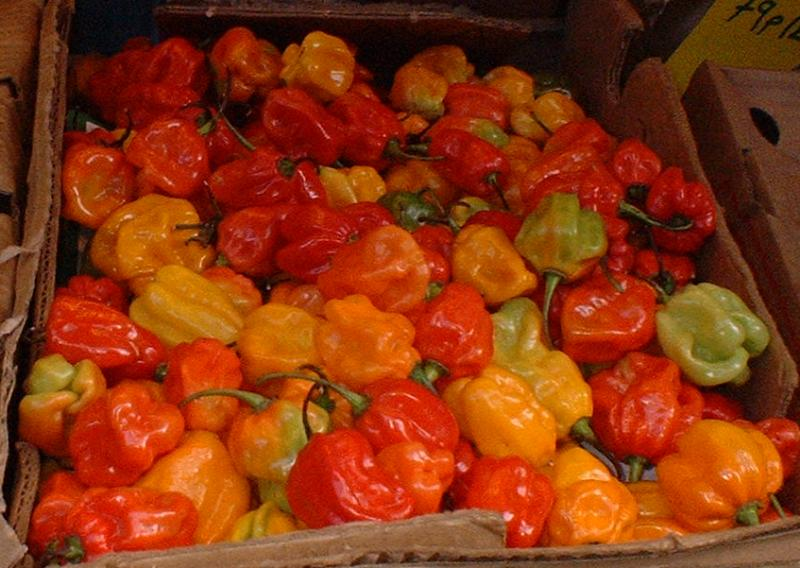
فلفل سكوتش بونيه في سوق كاريبي
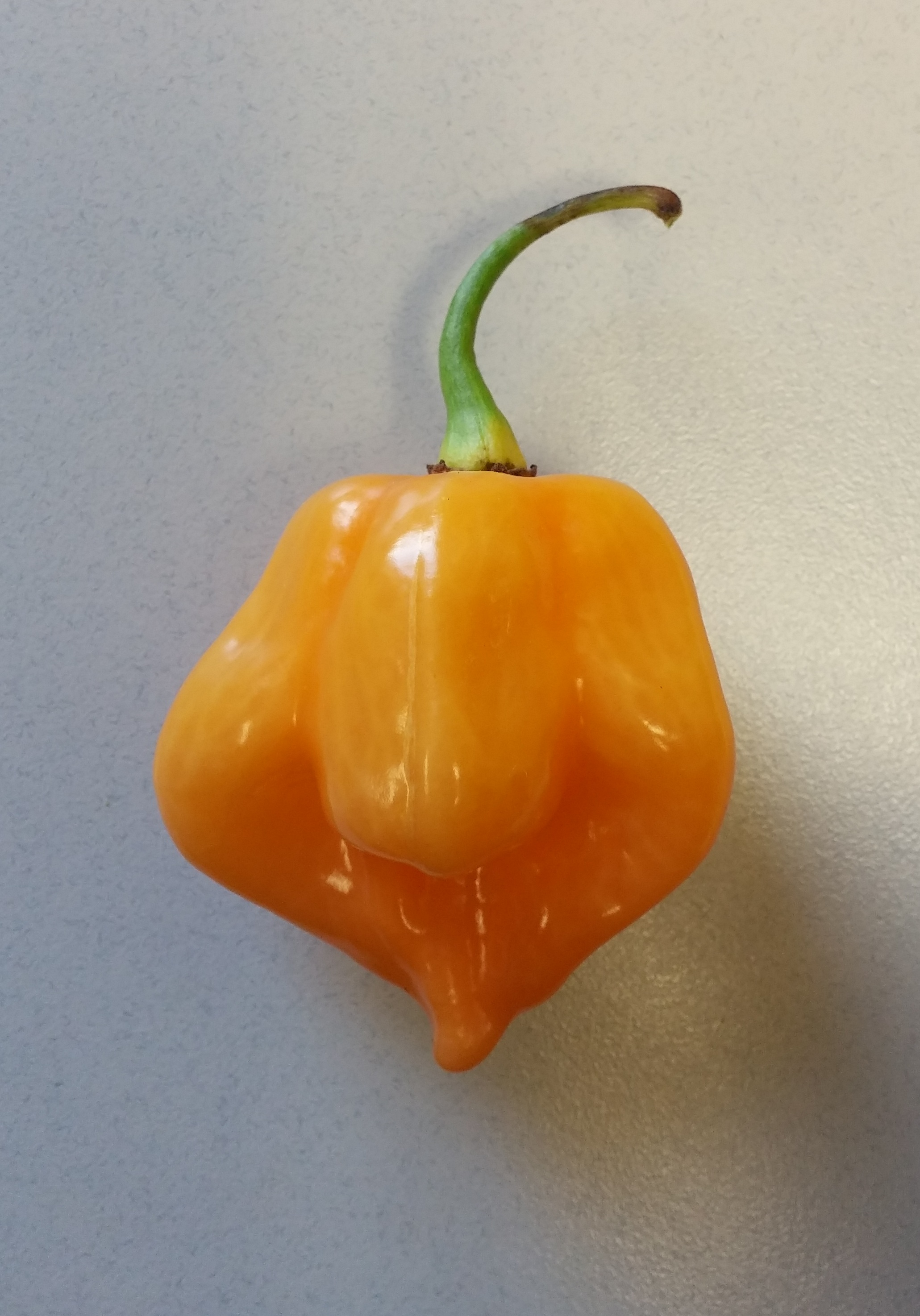
حبة فلفل سكوتش بونيه ناضجة